# 陆昶 (北朝)
陆昶，字细文，北魏代郡鲜卑族，陆俟之孙，陆龙成之子。
陆昶袭爵永安县子。正始年间，为太尉属，加宁远将军，以本官行荥阳郡事。被弹劾，后来被赦免。之后，进号广武将军，转任司空司马、光禄大夫。陆昶无大才能，每天以饮酒为事。出为平西将军、京兆内史，推辞不任。转任平北将军、肆州刺史。入朝为卫将军、大鸿胪卿，再任车骑将军、左光禄大夫。东魏天平年间，进号骠骑大将军，加散骑常侍、领左右、兼给事黄门侍郎，兼太仆卿。以本将军为东徐州刺史。去世后，赠本将军、卫尉卿、青州刺史。